# غوادالوبي كاستانيدا
غوادالوبي كاستانيدا (بالإسبانية: Guadalupe Castañeda)‏ هو لاعب كرة قدم مكسيكي في مركز الدفاع، ولد في 24 فبراير 1965 في Fresnillo Municipality ‏ في المكسيك. شارك مع منتخب المكسيك لكرة القدم. أما مع النوادي، فقد لعب مع كروز آزول وكلوب ليون ونادي أطلس ونادي غوادالاخارا.

## وصلات خارجية
- غوادالوبي كاستانيدا على موقع إي إس بي إن إف سي (الإنجليزية)
- غوادالوبي كاستانيدا على موقع قاعدة بيانات كرة القدم.إي يو (الإنجليزية)
- غوادالوبي كاستانيدا على موقع ناشيونال فوتبول تيمز (الإنجليزية)
- غوادالوبي كاستانيدا على موقع عالم كرة القدم.نت (الإنجليزية)